# Ottersbach (Wüstung)
Koordinaten: 51° 15′ 19″ N, 9° 53′ 28″ O
Ottersbach ist eine Wüstung in der Gemarkung von Kammerbach, einem Stadtteil von Bad Sooden-Allendorf im nordhessischen Werra-Meißner-Kreis.

## Lage
Die Siedlung lag am Fuß des Hohen Meißners etwa 2 km südwestlich von Kammerbach auf 318 m ü. NN Höhe am linken, westlichen Ufer des Ottersbachs, des rechten Quellbachs des Oberrieder Bachs, kurz bevor er von Südwesten kommend nach Norden umbiegt. Die Landesstraße L 3301 führt in etwa 700 m Entfernung südlich und westlich an der Wüstung vorbei, die von der Straße über einen Feldweg erreicht werden kann.

## Geschichte
Der Ort, obwohl unzweifelhaft älter, wird als Otterbach im Jahre 1300 erstmals urkundlich erwähnt, als die Gebrüder von Rusteberg mit Landgraf Heinrich I. von Hessen ihre dortigen Güter tauschten bzw. sie an den Landgrafen verkauften. Spätestens ab 1354 bestand eine kleine Wasserburg am oder bei dem Ort Attirsbach, die von Herren von Völkershausen auf ihrem dort vom Landgrafen zu Lehen gehaltenen Grund erbaut wurde. Ein anderer Teil des Orts war offenkundig Besitz der Abtei Fulda und war von dieser, zumindest in der zweiten Hälfte des 14. Jahrhunderts, an die Herren von Ziegenberg verliehen. Gegen Ende des 14. Jahrhunderts scheint auch der fuldische Teil in landgräflichen Besitz gelangt zu sein: 1395 und auch 1414 hielt Hans von Völkershausen ein Drittel von Dorf und Gericht Ottersbach vom Landgrafen zu Lehen, während die beiden anderen Drittel weiterhin landgräfliches Eigentum und zum landgräflichen Gericht Bilstein gehörig waren. Das Dorf war allerdings recht klein: im Jahre 1414 werden lediglich 2½ Huben und drei Zinspflichtige genannt. Der Rest der nutzbaren Gemarkung scheint zum herrschaftlichen Hof gehört zu haben. Im Jahre 1416 verkaufte Hans von Völkershausen mit landgräflicher Genehmigung große Teile seines Besitzes an Apel Appe, den landgräflichen Amtmann zu Bilstein, darunter auch die inzwischen zwei Drittel des Gerichts und Dorfs Ottersbach mit Holz, Feld und 2½ Huben, die er von Landgraf Ludwig I. zu Lehen hielt. Nach Apel Appes Tod bestätigte Landgraf Ludwig I. im Jahre 1438 dieses Lehen für dessen Söhne Apel und Hans Appe. Im Jahre 1444 umfasste die Siedlung neun Huben, aber 17 Jahre später, 1461, wird der Ort als Wüstung bezeichnet.
Wiederum zwei Jahre darauf gab es dann bereits wieder Siedler am Ort, als Landgraf Ludwig II. nach dem Tod des letzten Appe-Sohnes dem Joh. und Härtung von Eschwege die Güter, die ihr Schwager Apel Appe innegehabt hatte, darunter zwei Drittel des Dorfs und Gerichts Ottersbach mit 2½ Huben, Wiesen und Teichen verschrieb. Ob die kleine Wasserburg Ottersbach noch bestand, ist nicht bekannt, aber sie findet in der Folge keine urkundliche Erwähnung mehr, obwohl landgräfliche Belehnungen mit Gericht und Dorf Ottersbach noch bis 1837 beurkundet sind. Schon 1471 sind wieder 4½ Huben und 1498 14½ Huben dokumentiert, und im Jahre 1556 umfasste die Gemarkung 250 Acker Land, 87 Acker Wiesen und 410 Acker Wald.
Der Ort wurde wohl in der ersten Hälfte des 19. Jahrhunderts endgültig aufgegeben. 1858 berichtete Georg Landau, dass man noch den Brunnen, den Dorfteich und den Kirchhof sehen konnte. Der Kirchhof zu Ottersbach gehörte noch Ende des 19. Jahrhunderts zu den Besoldungsstücken des Pfarrers zu Orferode, zu dessen Kirchspiel Kammerbach und Ottersbach offenbar gehörten.

## Heutiger Zustand
Von der einstigen Burg sind heute nur Reste des Wassergrabens, der die Anlage umgab, schwach im Gelände zu erkennen. Von der Kemenate oder anderen Gebäuden der Burg oder des Dorfs ist nichts mehr vorhanden. Ansonsten erinnern nur noch die Flurnamen „Vor der Kirche“, „Kirchhöfchen“ und „Vor dem Schlosspfuhl“ an das verschwundene Dorf und die ehemalige Burg.